# Circuit City
Circuit City fue una empresa multinacional de electrónica de consumo que existió como supermercado de 1984 hasta 2009 y de 2009 hasta 2012 quedó como una tienda en línea debido a que se encontraron en estado de bancarrota.
Fue fundado en 1949 por Samuel Wurtzel como la compañía Wards siendo pionera en el supermercado de la electrónica en 1970. Después de múltiples compras y una exitosa carrera en la Bolsa de Nueva York (NYSE por sus su nombre en inglés) cambió su nombre a Circuit City Stores Inc.
En el momento de la liquidación en 2009, Circuit City fue la segunda compañía de venta de electrónicos en Estados Unidos después de Best Buy. Existían 567 tiendas de Circuit City, que iban desde 1,400 a 4,200 m2  (15,000 a 45,000 ft2 ). La marca fue comprada por la empresa Systemax, Inc., la cual usó la marca como una tienda en línea para la venta electrónica y medios de comunicación hasta diciembre de 2012, cuando la fusionó con otra marca de la empresa llamada TigerDirect. 
En octubre de 2015 la marca y propiedad intelectual asociada fue vendida al Ronny Schmoel, quien anunció en enero de 2016 que la nueva y reformada Circuit City Corporation piensa abrir nuevas tiendas de Circuit City pero con un enfoque hacia una tienda boutique, así como el relanzamiento de la página web CircuitCity.com.

## Historia

### Primeros años y su crecimiento
A principios de 1949 Wurtzel se encontraba de vacaciones en Richmond, Virginia cuando presenció el comienzo de la televisión en el sur mientras estaba en una peluquería. Se imaginó las oportunidades y a finales de 1949 decidió mudar a su familia a Richmond y abrió la primera tienda al pormenor Wards. Tiempo después Hecht se le unió como socio.

En 1959 la compañía Wards manejaba cuatro tiendas de televisores y electrodomésticos en Richmond. La compañía continuó creciendo y compró tiendas en otros lugares entre ellos están Albany, New York, Mobile, Alabama, Washington D. C. y Costa Mesa, California. Durante 1970 y a principios de 1980 vendía encargos por correo bajo el nombre "Dixie Hi Fi", teniendo publicidad en revistas de alta fidelidad. Wards experimentó con varios formatos de venta al pormenor en pequeños puntos de venta en centros comerciales llamándolos "Sight-n-Sound" y "Circuit City".

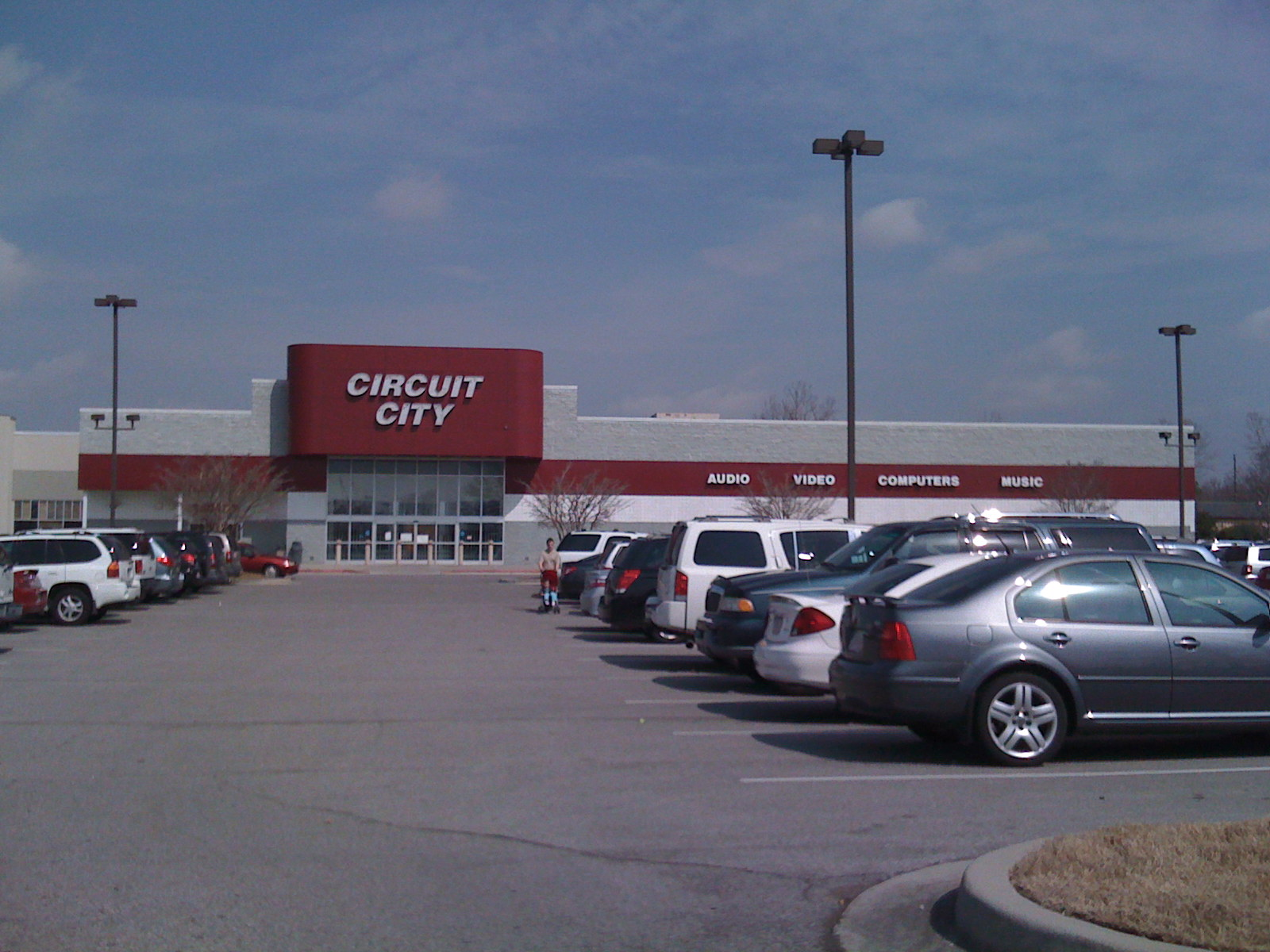
"Half Plug" Circuit City Superstore format in Huntsville, Alabama that included a more open showroom, used from 1995-2000.

La compañía Wards decidió cambiar oficialmente su nombre a "Circuit City" y estuvieron en la lista de NTSE en 1984. Uno de los lemas de la compañía era "Circuit City — Where the Streets are Paved with Bargains." el cual se traduce a "donde las calles están pavimentadas con ofertas". En un principio la compañía rentaba el espacio a las tiendas departamentales Zody y a otras, pero luego fue comprando tiendas de venta al pormenor y las transformó en supermercados. Las primeras tres transformaciones ocurrieron en Knoxville, Tennessee, Charleston, Carolina del Sur y Hampton, Virginia.
Circuit City entró a la ciudad de Nueva York en 1981, tras adquirir seis de los locales de la compañía Lafayette Radio la cual se encontraba en bancarrota. Las tiendas operaban bajo el nombre "Lafayette/Circuit City" y se expandieron hasta tener 15 locales, pero tuvieron que cerrar en 1986 (después de haber gastado $20 millones de USD al haber entrado al mercado) debido a que las tiendas no obtuvieron las ganancias.
Wurtzel fungió como presidente de la compañía hasta 1970, y siguió como jefe del consejo hasta 1984, cuando se decidió retirar su hijo Alan tomó su puesto en el consejo hasta 1994.
Wards compró un nuevo edificio en 2040 Thalbro Street en Richmond, Virginia el cual fue su oficina general y en el espacio de sobra abrieron el primer supermercado "Wards Loading Dock" en 1974. El formato de supermercado fue muy popular entre sus clientes. La compañía siguió expandiendo el nuevo modelo de "Wards Loading Dock" y en 1981 le cambiaron el nombre a "Circuit City Superstore". Circuit City comenzó a cambiarle el formato a las tiendas pequeñas a supermercados y a expandirse por Estados Unidos.
La compañía en 1988 comenzó a construir el nuevo diseño llamado "enchufe" en los supermercados, durante esta época Circuit City empezó a ser reconocido por su servicio excepcional, hasta empezaron a entrenar a su personal. Su eslogan cambió a "Bienvenidos a Circuit City" donde el servicio es estado del arte". Tiempo después volvieron a Nueva York donde abrieron un supermercado en Union Square de 3700 metros cuadrados (39 826,5 ft²), fue la primera de dos locales planeados para Manhattan. Circuit City también presentó a la mascota llamada "Pluggie" en la televisión y en propaganda dentro de la tienda. La mascota se parecía al enchufe que conectaban en los comerciales de Circuit City, la diferencia es que "Pluggie" tenía brazos y una cara sonriente.

### Años 2000

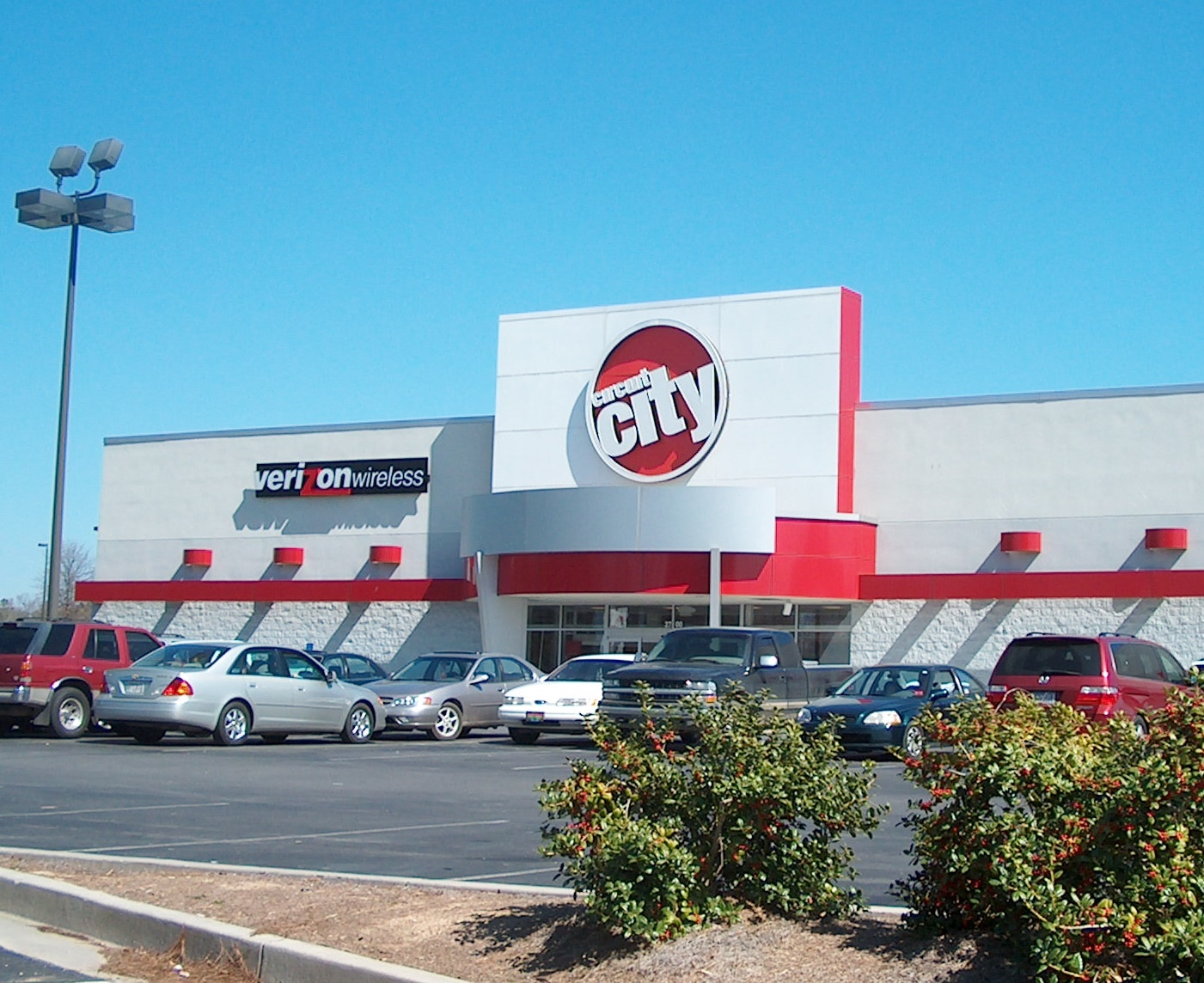
Facahda inicial "Horizon" en Rome, Georgia, usado en 2000.

Muchas de las tiendas de Circuit City en 2000 estaban desactualizadas y en una mala ubicación, siéndoles imposible competir contra las nuevas tiendas de Best Buy. En 2000, Circuit City abandonó el gran negocio de electrodomésticos e introdujo un autoservicio en los supermercados llamado 'Horizon", este cambio fue muy controversial debido a que el año pasado ocupó el segundo lugar en venta de electrodomésticos por debajo de Sears. La compañía había ganado aproximadamente $1.6 mil millones USD (US$1.6 billón) en los ingresos por ventas de electrodomésticos grandes en 1999, sin embargo los ejecutivos estaban preocupados por la competencia de Home Depot y Lowe's, y creían que habría un gran ahorro en los costos de almacenamiento y entrega si dejaban el gran negocio de electrodomésticos. Circuit City se dio cuenta más tarde de que se habían perdido el auge de venta de viviendas residenciales a mediados de los 2000, que registró un aumento dramático en las ventas de electrodomésticos.
Las nuevas tiendas abandonaron el formato original hacia un formato con un piso de ventas más espacioso con el techo abierto, con pisos de madera permitieron que los clientes pudieran buscar la mercancía de manera más fácil, el formato permitió que poner todos los productos a nivel de piso, a excepción de aquellos objetos demasiado grandes para poderlos cargar solos, carritos de supermercado fueron añadidos ampliado el surtido de mercancía para que pudieran tomar y seguir comprando. Fueron los primeros en poner una línea de cajas a la entrada de la tienda para poder pagar más rápido, anteriormente existían cajas en cada uno de los departamentos debido a que los vendedores estaban a cargo de cobrar, sin embargo se estaban volviendo muy similar a Best Buy.

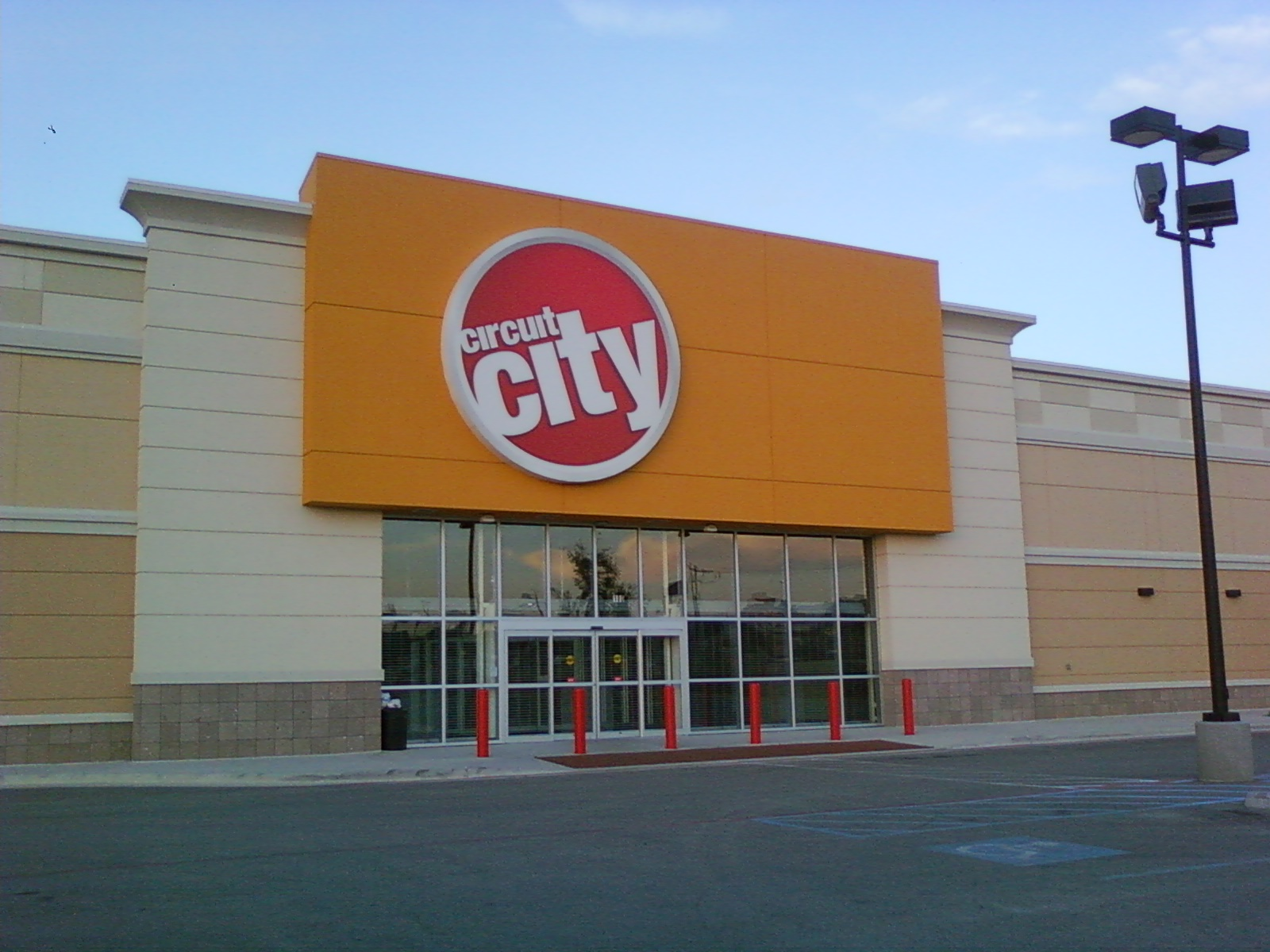
Fachada final de tipo "Horizon" en Denton, Texas, usado de 2004 a 2007.

Cada supermercado fue readaptado después de la partida del negocio de los electrodomésticos, usando el espacio para accesorios de servicios se computó y venta de software. Por un tiempo las tiendas eran las únicas que vendían juegos para PlayStation debido a un contrato de exclusividad con Sony. El nuevo espacio les permitió vender juegos de Nintendo, Sega y finalmente Xbox cuando se había terminado el contrato con Sony. La venta de música y películas había sido introducida en la mayoría de las tiendas, pero con el nuevo espacio se pudo añadir a las tiendas pequeñas. Solo el proyecto de reequipamiento le costó a la compañía $1.5 mil millones USD (US$ 1.5 billón).
La compañía en 2003 transformó su método de pago a únicamente pago por hora, eliminado las comisiones por venta. A muchos agentes de ventas previamente en servicio se les ofreció nuevos puestos como "especialistas de producto" por hora, mientras que 3,900 vendedores fueron despedidos ahorrándole un aproximado de $130 millones de USD por año.
En 2004 con la expansión del mercado del teléfono móvil Circuit City se asoció con Verizon Wireless para incluir puntos de venta de Verizon en cada uno de las tiendas, estos puestos le pertenecían a Verizon y eran operados por su personal. Circuit City dejó de vender celulares con todas las otras compañías debido al contrato.

Circuit City en abril del 2004 anunció su compra del vendedor canadiense InterTan. Circuit City pagó aproximadamente $284 millones de USD para las 980 tiendas de InterTan que operaban bajo los nombres de RadioShack, Rogers Plus y Battery Plus. El presidente del consejo y CEO Alan McCollough creyó que estas tiendas al pormenor le darían una entrada fácil a Canadá, donde Best Buy estaba apenas llegando. RadioShack demandó a InterTan por usar el nombre en Canadá en 2004., Circuit City perdió la demanda y todas las tiendas canadienses fueron renombradas como The Source by Circuit City en 2005. Estas tiendas fueron vendidas a Bell Canada y siguen en operación.

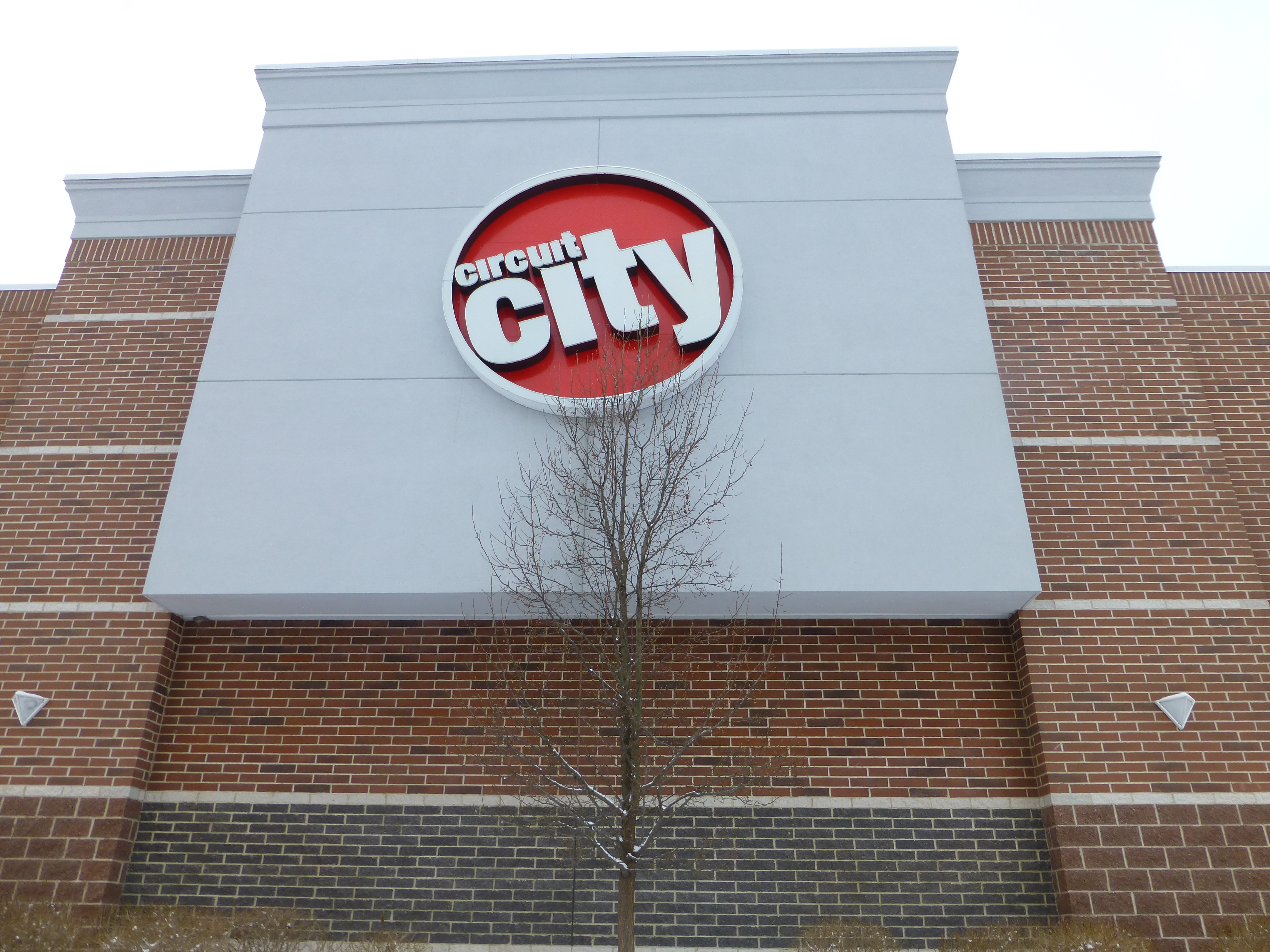
El logo sigue intacto después de llevar tiempo cerrado en Aurora, Ohio (principios de 2013)

Se introdujo un nuevo formato en 2007 conocido como "The City" con 19 000 metros cuadrados (204 514,4 ft²)(aproximadamente) fue diseñado para eliminar espacio infrautilizado previamente, el formato más pequeño le dio a la compañía mayor flexibilidad para poder entrar a nuevos mercados y rellenar los existentes. La mayoría de las tiendas que abrieron a partir de 2008 usaron este formato.
El 8 de febrero de 2007 Circuit City anunció que planeaba cerrar siete supermercados y un centro de distribución en Kentucky debido a recortes para poder mejorar su rendimiento financiero, la noticia también mencionaba que iban a cerrar 62 de las tiendas en Canadá.

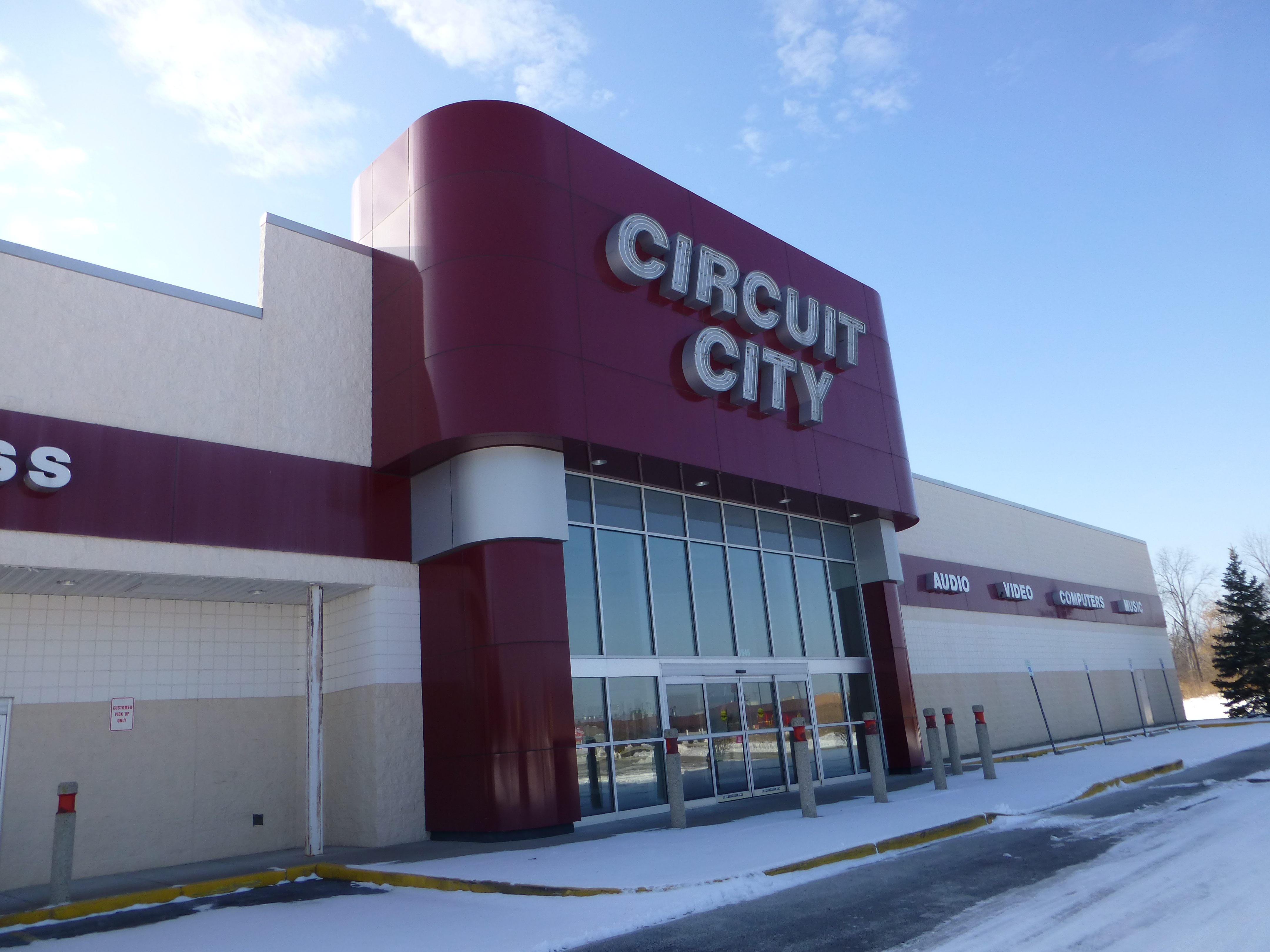
A former Circuit City store in Holland, Ohio that still had signage intact as of January 2013.

Circuit City anunció el 23 de febrero de 2007 que su jefe financiero (CFO) Michael Foss se retiraría de la compañía. Esto preocupó a los inversores y analistas preocupados por el cambio en la gerencia. "Esto representa la salida del tercer alto ejecutivo en los últimos seis meses y la segunda partida de uno de los primeros cinco ejecutivos en el último mes" dijo Matthew Fassler analista de Goldman Sachs en una nota. CEO Phil Schoonover dijo "El equipo elegido cuidadosamente está siendo cambiado más rápido de lo que nos gustaría ver en una situación de cambio".
En 2007 el salario más bajo de los empleados bajó de $8.75 por hora a $7.40 por hora (siendo $6.55 el salario mínimo). En un comunicado de prensa la empresa dijo que fue una decisión de "administración de salarios" para poder bajar costos, había despedido aproximadamente 3400 trabajadores mejores pagados y los volvería a contratar con el salario mínimo del mercado. Los empleados despedidos fueron indemnizados y tenían la oportunidad de ser recontratados con 10 semanas de su salario anterior. El Washington Post reportó entrevistas realizadas a la administración en relación con los despidos, El periódico reportó en mayo que los despidos y la pérdida de vendedores experimentados no les fue conveniente resultando en ventas más lentas.
En abril de 2008 la compañía de venta de películas Blockbuster anunció una oferta de $1,000 millones de USD (US$1 billón) para comprar a Circuit City. En julio de 2008 Blockbuster retiró la oferta debido a las condiciones del mercado.
En agosto de 2008 la oficina general de la cadena pidió destruir todas las copias de un tomo de la revista Mad  en la que describió como "Sucker City" (ciudad boba)  como una cadena con una larga lista de ubicaciones muy cercanas entre sí y juntas a su rival Best Buy.
Philip J. Schoonover presidente y director de la junta de Circuit City anunció su inmediata renuncia el 22 de septiembre de 2008. James A mercum vicepresidente de la junta fue nombrado como CEO y Allen King fue elegido como el presidente de la junta. Este cambio se dice que fue debido a una corriente de pérdidas derivadas de la rápida disminución de los precios de los televisores de pantalla plana y al fuerte llamado para la eliminación de Schoonover como accionista activista.

### Bancarrota y liquidación

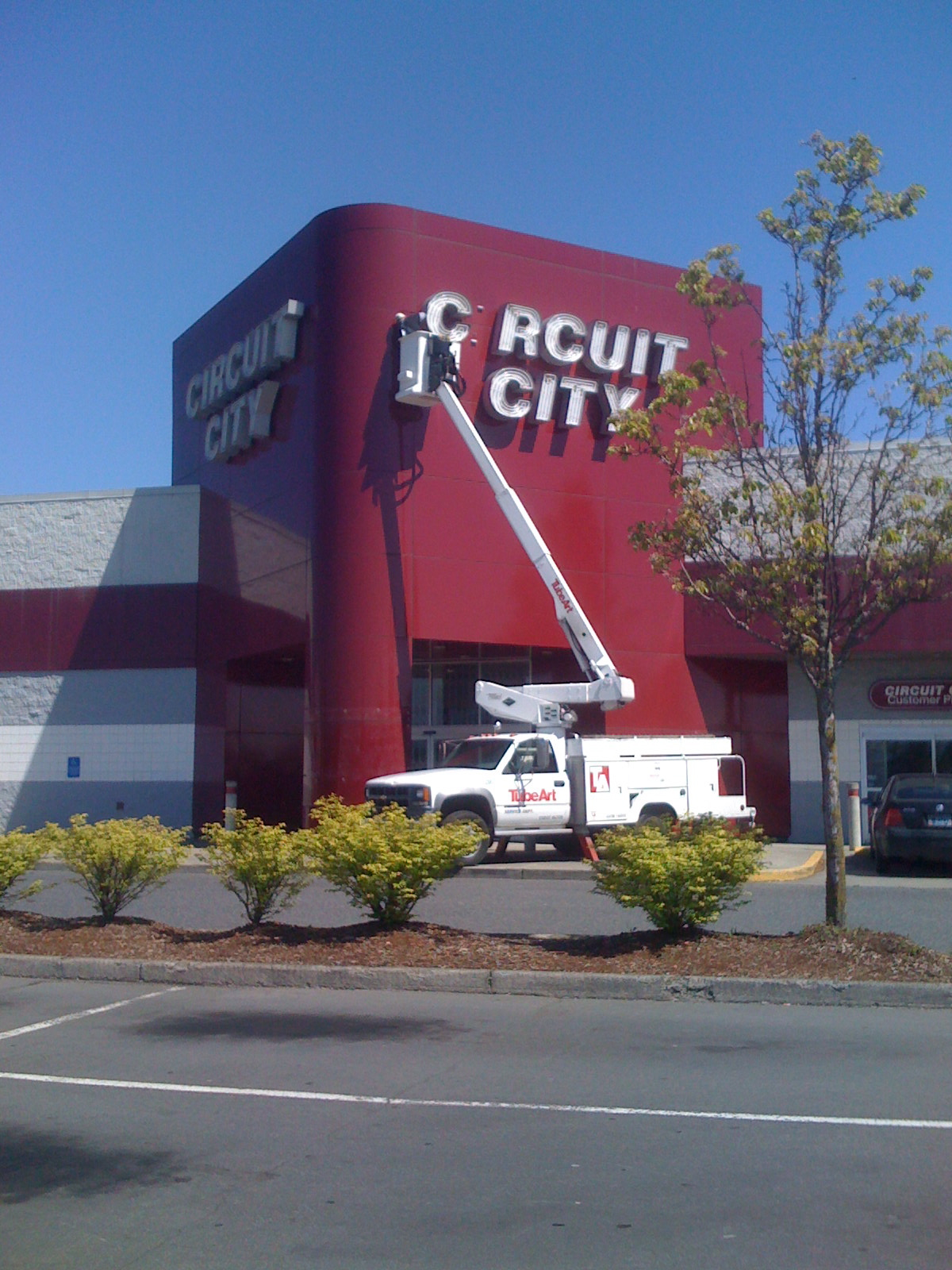
Retirada del nombre de una tienda de Circuit City en Portland, Oregón.

Circuit City anunció el 4 de noviembre de 2008 que iba a cerrar 155 tiendas y despedir al 17% de sus empleados para el final del año como consecuencia de la dificultad para permanecer rentable. El 7 de noviembre de 2008 Circuit City despidió entre 55 y 800 empleados corporativos de sus oficinas centrales en Richmond, y los 1.000 empleados restantes fueron agrupados en un solo edificio con el fin de reducir más costos y aumentar la rentabilidad. El 10 de noviembre de 2008 Circuit City aplicó para protección anti quiebra del capítulo 11 de la Ley de Quiebras de los Estados Unidos en la corte de bancarrota de los Estados Unidos en la corte del este del distrito de Virginia. En ese tiempo las acciones de Circuit City se canjeaban por menos de $1 de USD y fue sacado de la lista del NYSE.
La corte de bancarrota aprobó prestarle $1.1 mil millones de USD a Circuit City para financiar sus operaciones mientras se reestructuraban. Los documentos de la corte mostraron que la compañía tenía bienes que valían $3.4 mil millones de USD (US$3.4 billón) y una deuda de $2.32 mil millones de USD (US$2.34 billón), incluyendo una deuda a Herlett-Packard (HP) de $119 millones de USD y una deuda de $116 millones a Samsung. El jefe ejecutivo James A. Marcum prometió que las tiendas se mantendrían abiertas y no serían liquidadas.
El 18 de noviembre de 2008 se anunció que Ricardo Salinas Pliego, actual dueño de la televisora mexicana TV Azteca y la cadena de tiendas de electrodomésticos Elektra, compraba el 28 por ciento de Circuit City.

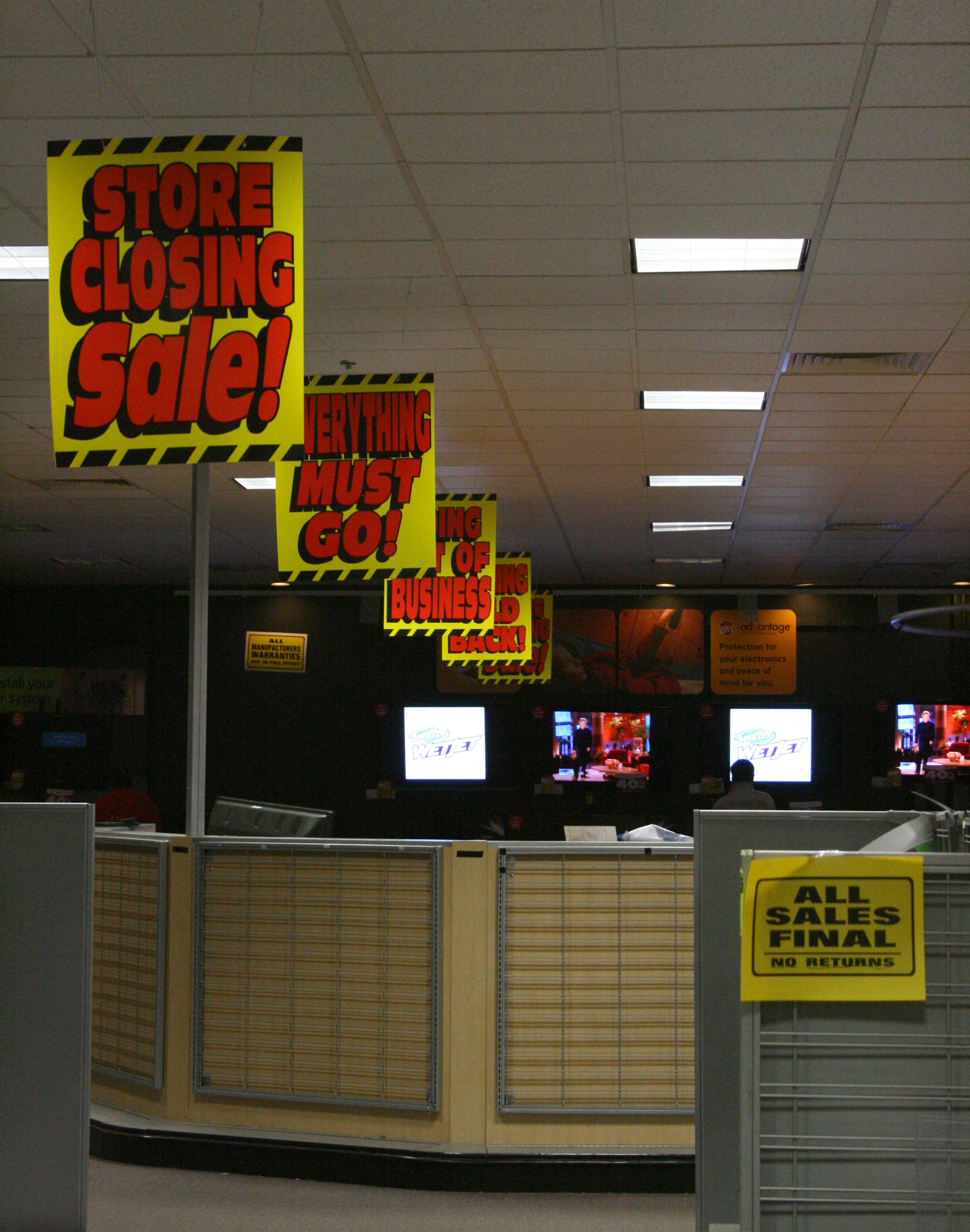
Venta de liquidación de Circuit City en Raleigh, Carolina del Norte, en febrero de 2009

El 10 de enero de 2009 el portavoz de la empresa dijo que Circuit City necesitaba un comprador para el 16 de enero de 2009 para evitar que sus puertas cerraran, debido a que se aproximaban a la fecha límite establecida por la corte y los prestamistas. Aunque dos grupos no identificados estaban interesados en comprar Circuit City pero no se encontró licitante, por lo que Circuit City con la aprobación de la corte de quiebras, convirtió su bancarrota del capítulo 11 al capítulo 7, y empezó a mostrar carteles y publicidad de liquidación de la empresa, y empezaron a cerrar todas las tiendas. Las operaciones en Canadá que operaban bajo el nombre The Source by Circuit City no se vieron inicialmente afectadas, pero después se vendieron a Bell Canada.
Sobre la base de la página web de Circuit City, la empresa anunció el 16 de enero de 2009 que iban a cerrar todas las tiendas: se informó que más de 30.000 empleados perdieron sus trabajos en la liquidación, así como el 45% de los vendedores de Verizon Circuit City fueron despedidos y el resto fueron transferidos a otros locales de Verizon.
El último día de actividad de Circuit City fue el 8 de marzo de 2009. Además de los concesionarios de autos, Circuit City cerró más tiendas en Estados Unidos que cualquier otra cadena en 2009. Circuit City seleccionó a Great American Group LLC, Hudson Capital Partners LLC, SB Capital Group LLC, y Tiger Capital Group LLC  para manejar la liquidación de las tiendas a nivel nacional.
Después del último día de actividad de todas las tiendas de Circuit City la página web de la empresa fue remplazada por una página que decía lo siguiente:

Circuit City would like to thank the millions of customers who have shopped with us during the past 60 years. Unfortunately, we announced on January 16, 2009, that we are going out of business.
Circuit City quiere agradecer a los millones de clientes que han comprado con nosotros durante los últimos 60 años. Por desgracia, anunciamos que el 16 de enero de 2009 vamos a cerrar.
Circuit City Stores, Inc.

### Compra por Systemax
Systemax, Inc., en abril del 2009 firmó un contrato por $6,5 millones la cual fue una oferta inicial por los bienes de Circuit City.
El 13 de mayo de 2009 se anunció que Systemax había comprado el nombre, las marcas comerciales y sitio de comercio electrónico de Circuit City por $14 millones de USD en una subasta organizada por Circuit City Stores, Inc. el 11 de mayo, el acuerdo estableció que entraría en efecto a partir del 19 de mayo. Systemax relanzó el sitio web CircuitCity.com el 22 de mayo de 2009 como un vendedor de electrodomésticos por internet al pormenor. Systemax había previamente adquirido CompUSA y TigerDirect separados, que continuaban trabajando por separado con los mismos formatos de páginas web y el catálogo de productos con CircuitCity.com. La página principal se parecía a la original, mientras que las demás páginas eran similares visualmente y en funcionalidad a las de los otros dos sitios.
El 2 de noviembre de 2012 Systemax anunció que dejaría de operar las marcas de CompUSA y Circuit City consolidando el negocio bajo la marca TigerDirect, así acabó el nombre de Circuit City después de 63 años de operación.

## Antiguas filiales

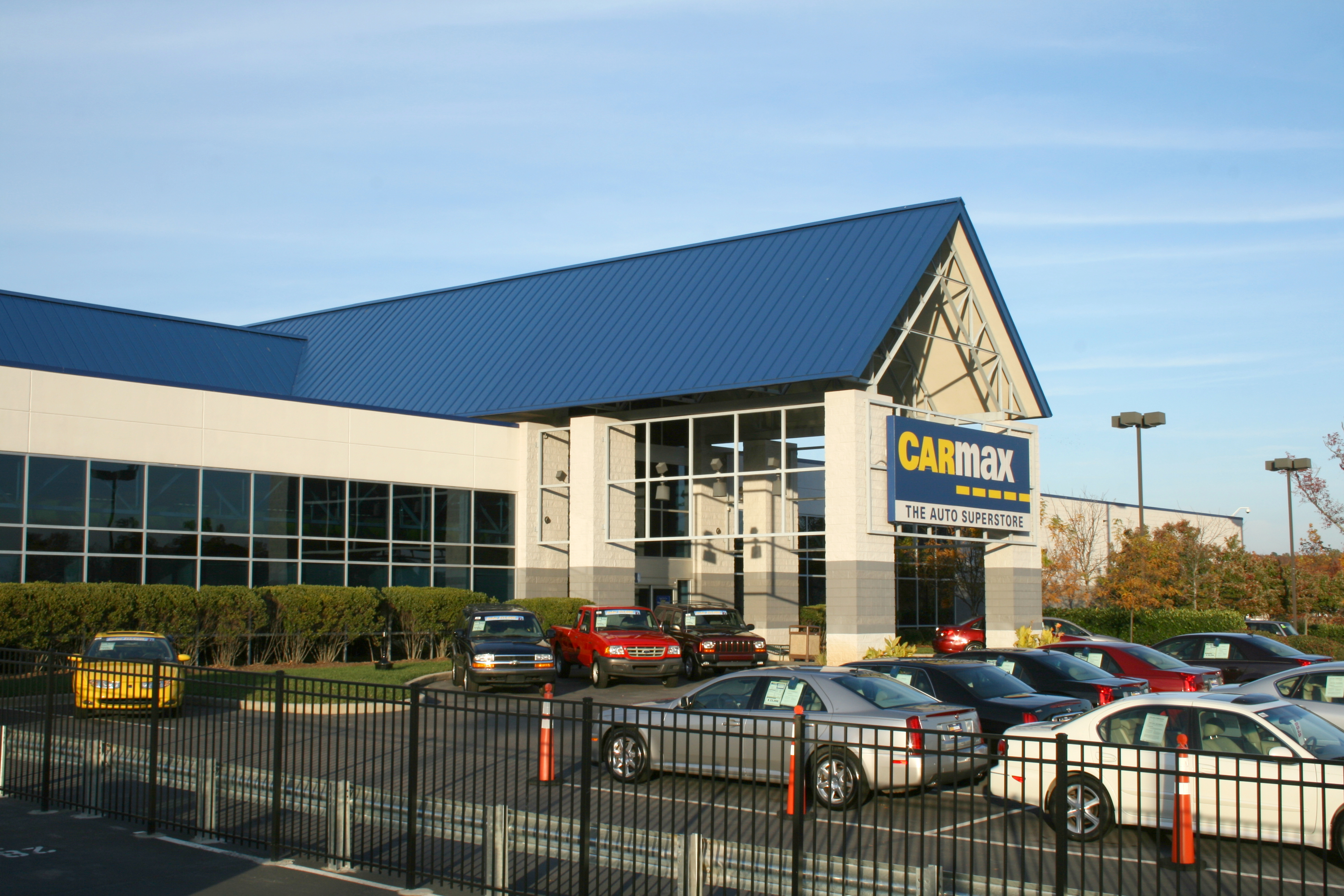
CarMax, concesionaria de autos en Raleigh, Carolina del norte.

CarMax (KMX) empezó siendo una concesionaria de autos creada en 1991 por Austin Lingon en Circuit City. La meta de CarMax era revolucionar la venta de carros usados mediante una combinación de: una gran gama de autos (más de 400  por tienda), precios bajos, imposibilidad de regateo en los precios, calidad asegurada y una agradable experiencia de compra a los consumidores. La primera tienda abrió en septiembre de 1993 en Richmond y CarMax fue creciendo lentamente durante sus primeros cuatro años, mientras que el equipo redefinía los conceptos básicos: a continuación, se hizo pública a través de una oferta pública inicial como "accionista de seguimiento" (KMX) de Circuit City en febrero de 1997. La oferta fue gestionada por Morgan Stanley y Goldman Sachs y recaudó más de $ 400 millones para una participación del 20% en la empresa, con Circuit City siendo dueños del 80% de la empresa. CarMax utilizó las ganancias para pagarle a Circuit City la inversión inicial de $170 millones y después utilizó el resto para crecer rápidamente, añadiendo 27 tiendas más desde 1997 hasta 2000, y obteniendo su primera ganancia en 2001. Circuit City vende un 10% de su participación en CarMax en julio de 2001 por $140 millones. CarMax se separó de Circuit City en una distribución libre de impuestos a los accionistas en octubre de 2002 para permitir que las dos compañías crecieran y fueran evaluadas por separado. La distribución de acciones proporcionó a los accionistas de Circuit City con acciones de KMX tener las acciones evaluadas arriba de $1.2 mil millones ($1.2 billion) en el momento de la escisión en 2002.
Circuit City Express fue una cadena de tiendas de Circuit City en centros comerciales, que en su mejor momento llegó a tener alrededor de 55 locales. Las primeras tiendas fueron abiertas en Baltimore, Maryland, Richmond, Virginia y McLean, Virginia en 1989. Inicialmente las tiendas fueron llamadas "Impulse", pero en 1993 se les cambió el nombre para centrarse en la fortaleza de la marca Circuit City. Estas tiendas se enfocaban en pequeños electrodomésticos para uso personal o para regalar, la venta de teléfonos móviles fueron el principal negocio, debido a que podían venderlos con cualquier proveedor ya que la cadena principal tenía un acuerdo de exclusividad con Verizon. La mayoría de las tiendas cerraron a principios del 2000, ya que se había acabado el contrato de alquiler de los locales.
DIVX fue creada por Circuit City y lanzada al mercado en 1997 como una alternativa al DVD. Los discos DIVX costaban $5 cada uno, pero solo podían ser reproducidos durante 48 horas antes de que se requiriese abonar una cuota para poder continuar con la reproducción. El reproductor debía ser conectado a una línea telefónica para verificar que el disco siguiera válido. La oposición al formato y la poca aprobación del púbico obligó a que Circuit City abandonara el formato en 1999. Circuit City sufrió una deuda de $114 millones por cerrar la división DIVX.
Firedog fue lanzada en agosto de 2006 para proporcionar soporte técnico en las tienda, en la casa y en internet para los sistemas de sonido sourround (cine doméstico) en competencia con ofertas de servicios técnicos para los compradores de otras tiendas como Best Buy, Geek Squad, Staples y Easy Tech. La marca Firedog fue vendida a Firstmark por $250.000 en septiembre de 2009.
First North American National Bank fue creado por Circuit City para operar su tarjeta de crédito privada en 1990. En 2002 Circuit City empezó a ofrecer una tarjeta de crédito compartida con Visa. En 2004 vendió las dos operaciones a Bank One (actualmente Chase Bank).
Patapsco Designs fue adquirido por Circuit City en 1987. La compañía se encargaba de diseñar la exhibición de los productos y otros productos electrónicos para Circuit City. Patapsco Designs fue fundada en 1977, tenía su sede en Frederick, Maryland, y en noviembre de 2004 fue adquirida por la empresa American Computer Development Inc. Patapsco Designs, Inc. presentó una solicitud para reorganizarse al amparo del artículo 11 de la ley de quiebras, en administración conjunta con Circuit City Stores Inc., en 2008.

## Batallas legales
En 2004 RadioShack demandó a InterTAA para que terminara permanentemente su rol como revendedor de la línea de RadioShack en Canadá, las tiendas fueron renombradas como The Source by Circuit City, en 2005 InterTAN demandó a RadioShack en un intento de prevenir su entrada como competidor directo, mientras que este esfuerzo falló 9 de las nuevas tiendas de RadioShack en Canadá cerraron sus puertas en 2007.
En 2005 Circuit City aceptó pagar $173.220 en como reembolso tras la resolución de la investigación debido a falsa publicidad en la corte de New Jersey en 2004. La corte dictaminó que información importante relativa a los artículos en promoción fue alterada deliberadamente durante la campaña, engañando así a los clientes.
El mismo año la firma de abogados Harris and Kaufman repesentaron una demanda colectiva exitosa por parte de los empleados de Circuit City atrapados en medio de un arbitraje injusto. El fallo de la corte en Gonluar contra Circuit City Stores, Inc, encontró el acuerdo de la tienda ser una ilegalidad. Se encontró que el acuerdo de arbitraje era tan unilateral que era inconcebible. Harris and Kaufman mantuvieron el acuerdo de arbitraje ligado únicamente a los empleados al arbitraje, requiriendo que los empleados pagaran los honorarios para poder empezar el arbitraje (dicha cantidad no la iba a pagar Circuit City), se impuso una prescripción hacia los empleados y se les prohibió hacer demandas colectivas.
Durante la semana del 31 de agosto de 2007, la corte suprema de California dictaminó que el acuerdo de arbitraje, que tenían que firmar sus 46.000 empleados, violaba las leyes laborales y los empleados podían demandar a Circuit City por violar las leyes laborales aún habiendo firmado el acuerdo que lo prohibía. El documento prohíbe a los empleados demandar a su empleador, lo cual viola las leyes de arbitraje de California.
El plan de ventaja de Circuit City también fue cuestionada en la corte de distrito de Massachusetts. La demanda fue respecto a la cancelación de una garantía sin expuesta a la hora de la compra. Los demandantes citan un incumplimiento del contrato, enriquecimiento ilícito y violación a las leyes de protección al consumidor de Massachusetts. Circuit City pidió descartar el asunto, pero el tribunal confirmó las acusaciones hechas por el demandante y obligó a reembolsar el dinero pagado por el plan de protección y pagar un crédito por bienes no devueltos de trabajo.
Los liquidadores que manejaban las ventas de los últimos artículos en bodega fueron causa de quejas de usuarios, no solo por precios no competitivos sino que por una política que todas las ventas eran finales, permitiéndoles vender artículos defectuosos o dañados sin ofrecerle otro recurso al consumidor.

## Bienes inmuebles
Debido a la gran expansión de tiendas de Circuit City entre 1970s y 1990s la compañía acumuló un excedente de bienes raíces sin usar con la presencia de casi todos los mercados importantes del país. Aunque el tamaño habitual de una tienda es de aproximadamente 2,7 metros cuadrados (29,1 ft²), la compañía tenía un gran número de ubicaciones que variaban de 180 a 4500 metros cuadrados (2.000 a 50.000 pies cuadrados), también contaban con oficinas sobrantes, tiendas de servicio y distribución distribuidas por todo el país. Durante el año fiscal de 2005 la compañía contaba con 108,000 metros cuadrados (1,2 millones de pies cuadrados) de locales comerciales desocupados aproximadamente. En enero de 2007 el vicepresidente de bienes raíces de la compañía anunció su plan de abrir entre 200 y 300 nuevas tiendas durante los siguientes dos años, superando el incremento actual de tiendas (entre 10 y 20 tiendas al año).  Debido a la crisis económica que sufrió la compañía no logró alcanzar su meta, sin embargo en 2008 ese número de empresas estuvieron abiertas aunque solamente durante un par de semanas porque se vieron forzadas a cerrar: algunas tiendas fueron construidas y nunca fueron abiertas ya que la compañía se declaró en bancarrota, y se descubrió que muchos de los gastos correspondían al mantenimiento y el alquiler de muchos edificios que no estaban abiertos al público.
En enero de 2010 la sede de las oficinas centrales de Circuit City fue puesta a la venta: el edificio, de cinco pisos y 26,816 metros cuadrados (288,6 ft²), fue evaluado en $46,2 millones. El Lexington Property Trust en Nueva York pagó una hipoteca de $17 millones por la propiedad al dueño del inmueble. El precio salida en la subasta fue de $11 millones. Las antiguas oficinas centrales fueron vendidas en septiembre de 2010 por $ 3 millones a DRCC Properties, LCC, que también adquirió  los 234.700 metros cuadrados de terreno donde se encontraba el edificio por $2,75 millones.